# Torrente Rava
Il torrente Rava è un affluente di sinistra del fiume S. Bartolomeo  di Venafro con una lunghezza di circa 15 km. 

## Corso
Ha inizio dai monti del Lazio, nei pressi di Casalcassinese frazione di Acquafondata, ad Ovest di Pozzilli, attraversa il territorio comunale di questo e la periferia sud di Venafro per poi affluire nel fiume San Bartolomeo di Venafro.

## Descrizione
Molte polemiche sono sorte nel corso degli anni riguardo a questo torrente che spesso presenta delle acque schiumose e maleodoranti probabilmente dovute agli scarichi delle industrie del vicino nucleo industriale. 
In occasione di piogge abbondanti il torrente è più volte straripato causando anche molti danni e disagi dato che attraversa il centro abitato di Pozzilli e la periferia sud di Venafro. Nell'ottobre del 1993, in seguito a piogge molto forti, è esondato provocando l'allagamento di una vasta area della zona urbana di Venafro posta nelle vicinanze del torrente.